# Владиславовка (электростанция)
«Владиславовка» — солнечная электростанция, расположенная возле села Владиславовка Кировского района в Республике Крым. После ввода в эксплуатацию станет 6-й по счёту и самой мощной действующей солнечной электростанцией в Крыму с мощностью 110 МВт.

## Строительство
Под строительство было выделено 220 га земли: постановлением Совмина от 30 декабря 2011 года по 50 га земли передали в аренду компаниям ООО «Бора Солар» и «Калипсо Солар», по 40 га — «Канари Солар», «Кларион Солар», «Леннет Солар».
Строительство электростанции началось в 2013 году. Завершить строительство «Владиславовки» и подключить ее к электросетям планировалось еще в 2015 году. Однако возникли сложности с реализацией схемы выдачи мощности. В том числе из-за проведения энергомоста в Крым и строительства новой подстанции «Кафа».
Для запуска в эксплуатацию необходимо строительство «ПС 220 кВ Владиславовка» с заходами ВЛ 220 кВ. В апреле 2017 года был установлен соответствующий публичный сервитут, владельцем стало ООО «Калипсо Солар». Стоимость строительства «ПС 220 кВ Владиславовка» — около 2 млрд рублей.